# Слесарев, Василий Андрианович

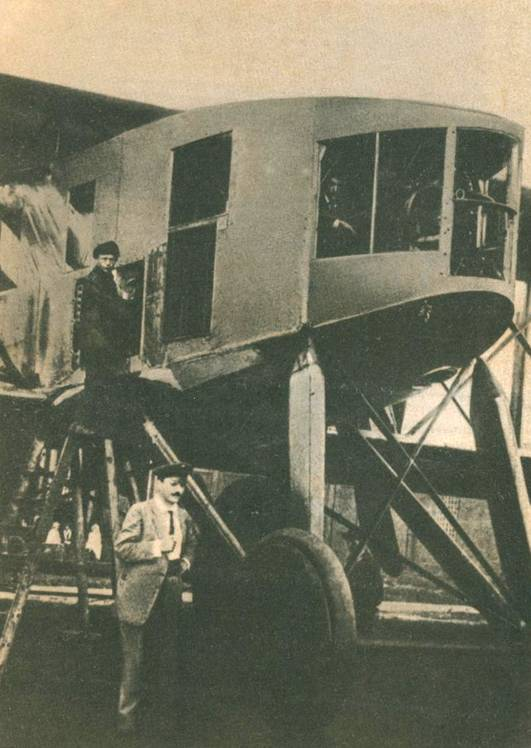
Слесарев рядом со «Святогором»

Василий Андрианович Слесарев (17 августа 1884, село Следнево, Ельнинский уезд, Смоленская губерния, Российская империя — 23 июля 1921, Петроград, РСФСР) — русский авиаконструктор, ученик Н. Е. Жуковского.

## Ранние годы и образование
Родился в 1884 году в селе Следнево Ельнинского уезда Смоленской губернии в семье купца Адриана Петровича Слесарева. Четверым своим детям отец сумел дать высшее образование, а средний из сыновей, Василий, в 1898 году был определён пансионером в Комиссаровское техническое училище.
В 1904 году он поступил в Санкт-Петербургский электротехнический институт, но из-за участия в студенческих волнениях был вынужден покинуть институт и столицу и вернуться в родное село.
Уехал учиться в Германию, где поступил в Дармштадтское высшее техническое училище, которое окончил в 1909 году, с дипломом I степени. В этот период он изобрел и изготовил приборы для изучения полета насекомых, в том числе высокоскоростную кинокамеру. 
В 1910 году окончил Императорское Московское техническое училище. Работал в лаборатории Николая Жуковского .

## Карьера
По рекомендации Жуковского был привлечён к созданию Аэродинамической лаборатории при Петербургском политехническом институте. По проекту Слесарева была построена, на тот момент наиболее совершенная в мире, испытательная аэродинамическая труба диаметром 2 метра и скоростью воздушного потока 20 м/с. Позднее оборудовал свою аэродинамическую трубу таким образом, что скорость вихревого потока в ней достигала 50 м/с.
Принимал участие в аэродинамических продувках деталей и узлов самолетов конструкции Игоря Сикорского -  «Русский витязь» и «Илья Муромец».
Проводил в лаборатории исследования по улучшению лётных характеристик боевых самолётов типа «Ньюпор» и «Фарман». 
Одновременно Слесарев читал лекции на курсах авиации при Петербургском политехническом институте (изданы в 1912 году). Слесарев — автор первого русского курса авиационного материаловедения.
Разработал и внедрил авиационный прибор - «определитель земной скорости», которым оснащались самолеты типа «Илья Муромец».
В 1914 году в журнале «Техника воздухоплавания» были напечатана его статья «Полет насекомых»; опыт по изучению полёта насекомых был использован для оптимизации тягового винта аэроплана.
В этом же году разработал проект крупнейшего для того времени двухмоторного самолета-бомбардировщика «Святогор». В феврале 1916 года сборка самолета-гиганта на заводе В.А.Лебедева в Петрограде была завершена, однако из-за смерти Василия Слесарева никогда не поднимался в воздух.
Убит в Петрограде 23 июля 1921 года в своей квартире во время празднования дня рождения дочери Ольги. 
Согласно одной из основных версий знакомая Слесарева Ксения Троц выстрелила в него из револьвера на его квартире. Она же заставила родных авиаконструктора отдать ей чертежи. Спустя три дня преступницу арестовали органы ВЧК, но затем по неизвестным причинам отпустили. Известно, что в дальнейшем Троц скрылась в США. Таким образом личный архив Слесарева был утрачен.